# Hartwin Brandt
Hartwin Brandt (* 29. Juni 1959 in Flensburg) ist ein deutscher Althistoriker.

## Studium und Lehre
Hartwin Brandt studierte von 1979 bis 1985 Geschichte, Germanistik und Lateinische Philologie an der Universität Kiel. Nach dem ersten Staatsexamen 1985 wurde er bereits 1986 in Kiel mit einer Arbeit zu den Reformvorschlägen des Anonymus De rebus bellicis bei Frank Kolb in Alter Geschichte promoviert. Er folgte Kolb anschließend an die Universität Tübingen, wo er von 1986 bis 1992 Kolbs wissenschaftlicher Assistent war, und habilitierte sich 1991 mit einer Arbeit zu Gesellschaft und Wirtschaft Pamphyliens und Pisidiens im Altertum. 1992/93 hatte Brandt eine Vertretungsprofessur an der Universität Leipzig inne. Seit 1993 war er Professor für Alte Geschichte an der Technischen Universität Chemnitz, seit 2002 bekleidete er den althistorischen Lehrstuhl an der Otto-Friedrich-Universität Bamberg. Zum Oktober 2024 trat er in den Ruhestand.
2003/04 war Brandt Visiting Professor (Gastprofessor) an der University of Exeter und von 2000 bis 2006 Mitglied im Vorstand des Historikerverbandes. 2006/07 war er Henkel Fellow und Visiting Professor am Department of Classics der Brown University in Providence (USA). Zudem war Hartwin Brandt seit Oktober 2004 Sprecher des Graduiertenkollegs Generationenbewusstsein und Generationenkonflikte in Antike und Mittelalter. Von September 2017 bis Mai 2018 war er Member und Visiting Professor am Institute for Advanced Study. Er ist Mitherausgeber der Zeitschrift Klio.

## Forschungen
Hauptarbeitsgebiete Brandts sind die römische Kaiserzeit und die Spätantike, Geschichtsschreibung in der Spätantike (speziell die Historia Augusta), die Erforschung von besonderen Gruppen in der Antike (besonders der Bereich alte Menschen) sowie die Sozial- und Wirtschaftsgeschichte des südwestlichen Kleinasien (Pamphylien, Pisidien, Lykien). Brandt arbeitet ferner an einer Neukonzeption des Handbuchs der Altertumswissenschaft. Im Rahmen der Neubearbeitung des Handbuchs veröffentlichte er 2021 nach mehrjähriger Arbeit den Band zur römischen Kaiserzeit bis zum Herrschaftsantritt Diokletians. Außerdem forscht er zur Geschichte des Alters und veröffentlichte 2002 dazu die Darstellung „Wird auch silbern mein Haar“. Eine Geschichte des Alters in der Antike.

## Schriften (Auswahl)
- Zeitkritik in der Spätantike. Untersuchungen zu den Reformvorschlägen des Anonymus De rebus bellicis (= Vestigia. Band 40). C. H. Beck, München 1988, ISBN 3-406-33003-7 (Dissertation Kiel; Digitalisat).
- Gesellschaft und Wirtschaft Pamphyliens und Pisidiens im Altertum (= Asia-Minor-Studien. Band 7). Habelt, Bonn 1992, ISBN 3-7749-2554-2 (Habilitationsschrift Tübingen; Digitalisat).
- Kommentar zur Vita Maximi et Balbini der Historia Augusta (= Antiquitas. Reihe 4, Serie 3, Band 2). Habelt, Bonn 1996, ISBN 3-7749-2785-5.
- Geschichte der römischen Kaiserzeit. Von Diokletian und Konstantin bis zum Ende der konstantinischen Dynastie (284–363). Akademie Verlag, Berlin 1998, ISBN 3-05-003281-2.
- Das Ende der Antike. Geschichte des spätrömischen Reiches. C. H. Beck, München 2001, ISBN 3-406-44751-1 (Rezension bei Plekos; 5. Auflage. C. H. Beck, München 2017, ISBN 978-3-406-51918-5).
- „Wird auch silbern mein Haar.“ Eine Geschichte des Alters in der Antike. C. H. Beck, München 2002, ISBN 3-406-49593-1.
- mit Frank Kolb: Die Provinz Lycia et Pamphylia (Orbis Provinciarum). Zabern, Mainz 2005, ISBN 3-8053-3470-2.
- Konstantin der Große. Der erste christliche Kaiser. Eine Biographie. C. H. Beck, München 2006, ISBN 3-406-54058-9 (Rezension bei sehepunkte; 3., unveränderte Auflage. C. H. Beck, München 2011, ISBN 978-3-406-61809-3).
- Am Ende des Lebens. Alter, Tod und Suizid in der Antike (= Zetemata. Heft 136). C. H. Beck, München 2010, ISBN 978-3-406-60169-9.
- Die Kaiserzeit. Römische Geschichte von Octavian bis Diocletian. 31 v. Chr.–284 n. Chr. (=  Handbuch der Altertumswissenschaft. III.11), C. H. Beck, München 2021, ISBN 978-3-406-77502-4 (Besprechung).